# Fieschergletsjer
De Fieschergletsjer (Duits: Fieschergletscher) is een dalgletsjer aan de kop van het Fieschertal in de zuidelijke Berner Alpen. De gletsjer ligt op het grondgebied van de Zwitserse gemeente Fieschertal in het kanton Wallis. 
In de jaren 2010 was de gletsjer ongeveer 14,7 km lang met een oppervlakte van 29,75 km². Daarmee is de Fieschergletsjer de op één na langste gletsjer in de Alpen, na de naburige Aletschgletsjer. De gletsjerstroom is echter relatief smal, zodat het met een oppervlakte van iets minder dan 30 km² (2017) het slechts de op twee na grootste gletsjer van de Alpen is, na de Aletschgletsjer en de Gornergletsjer.
De gletsjerrivier die het Fieschertal heeft uitgesleten is de Wysswasser of Weisswasser, die bij Fiesch uitmondt in de Rhône.
Op de zuidwestelijke helling van de Finsteraarhorn, ongeveer 100 m boven de Fieschergletsjer, staat de Finsteraarhornhütte van de Zwitserse Alpenclub SAC op 3.048 m boven de zeespiegel. Deze dient vaak als tussenstop voor meerdaagse gletsjertochten van de Jungfraujoch of van het Lötschental naar de Grimselpas.
De Fieschergletsjer moet niet worden verward met de gletsjer ten noorden van het Fiescherhornmassief (Fiescherhörner), die uitmondt in de Lage Grindelwaldgletsjer, die op de kaart ook wel de Fieschergletsjer wordt genoemd maar correcter de Grindelwald-Fieschergletsjer is, om hem te onderscheiden van de Walliser Fieschergletsjer.

## Ligging
Het startpunt van de Fieschergletsjer ligt ongeveer 4.000 m boven de zeespiegel op de oostelijke helling van de Gross Fiescherhorn. Na het overbruggen van een hoogteverschil van 700 m in de eerste twee kilometer, stroomt het met een vlakkere helling naar het zuidoosten, in het westen geflankeerd door de Grünhorn (4044 m boven zeeniveau) en de Gross Wannenhorn (3906 m boven zeeniveau), in het oosten door de Finsteraarhorn (4274 m boven zeeniveau). Kleinere zijgletsjers stromen van beide kanten naar binnen. Aan de zuidelijke voet van de Finsteraarrothorn (3530 m boven zeeniveau) stroomt het systeem van de 5 km lange Studer- en Galmigletsjers, die bijna even breed zijn als de Fieschergletsjer, vanuit het oosten.
In het onderste deel stroomt de Fieschergletsjer naar het zuiden door een diep dal tussen de Wannenhorn in het westen en de bergkam van de Wasenhorn in het oosten. In de zomer, als de sneeuwlaag is weggesmolten, presenteert het zich hier als een grijze gletsjer, bedekt met het puin van de centrale morenen en de rotsblokken die van de steile hellingen zijn gegleden. De gletsjertong bevindt zich momenteel net onder 1700 m hoogte. Hier ontspringt de gletsjerstroom Wysswasser.

## Werelderfgoed
De Fieschergletsjer is in december 2001 opgenomen op de UNESCO werelderfgoedlijst als onderdeel van de natuurerfgoed inschrijving Zwitserse Alpen Jungfrau-Aletsch erkend tijdens de 25e sessie van de Commissie voor het Werelderfgoed in Helsinki. De site wordt erkend als toonbeeld van de vorming van de Hoge Alpen, met de meeste gletsjers en de grootste gletsjer in Eurazië. Het Alpengebied beschikt over een grote diversiteit aan ecosystemen, met inbegrip van successiestadia (voornamelijk door de terugtrekking van gletsjers als gevolg van de klimaatverandering). De plek is van universele waarde, vanwege zowel haar schoonheid als de schat aan informatie over de vorming van bergen en gletsjers, maar ook vanwege klimaatveranderingen en ecologische en biologische processen.
Albignagletsjer · Aletschgletsjer · Allalingletsjer · Corbassièregletsjer · Feegletsjer · Ferpèclegletsjer · Fieschergletsjer · Findelgletsjer · Gauligletsjer · Gornergletsjer · Hoge Grindelwaldgletsjer · Hüfigletsjer · Kanderfirn · Lage Grindelwaldgletsjer · Langgletsjer · Limmernfirn · Mont-Miné-Gletsjer · Morteratschgletsjer · Oberaletschgletsjer · Otemmagletsjer · Paradiesgletsjer · Plaine Morte-gletsjer · Rhônegletsjer · Saleinagletsjer · Triftgletsjer · Unteraargletsjer · Zinalgletsjer · Zmuttgletsjer